# Attilio Fontana

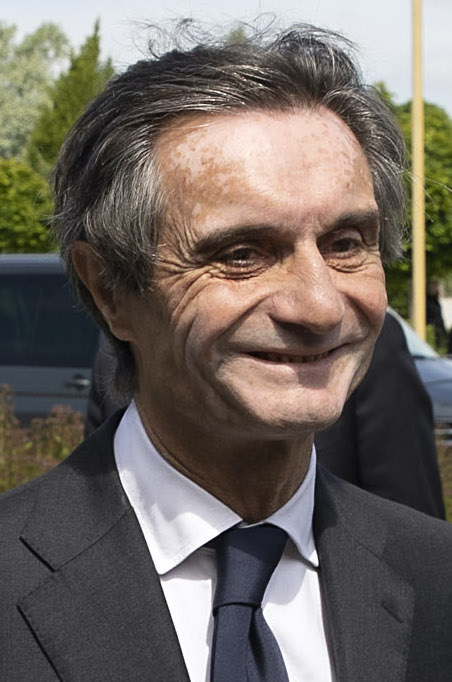
Attilio Fontana (2019)

Attilio Fontana (* 28. März 1952 in Varese) ist ein italienischer Jurist und Politiker der Lega. Er fungiert seit 2018 in einer Mitte-rechts-Koalition als Präsident der Region Lombardei. In diesem Amt folgte er Roberto Maroni.

## Leben und Karriere
Fontana schloss 1975 das Jurastudium an der Universität von Mailand ab und war ab 1980 als Strafverteidiger in einer Anwaltskanzlei in Varese tätig.
Seine politische Tätigkeit begann er mit einem Bürgermeisteramt in den Jahren 1995 bis 1999 in der italienischen Gemeinde Induno Olona, von 2000 bis 2005 war er außerdem Mitglied des Regionalrats der Lombardei. Im Jahr 2006 wurde er als Bürgermeister von Varese gewählt, 2011 in diesem Amt bestätigt, zur Wahl 2016 konnte er nicht mehr antreten, da das Wahlrecht nur zwei Amtszeiten zulässt und schied daher 2016 aus dem Amt aus.
2018 kandidierte er als Präsident der Region Lombardei und wurde am 4. März 2018 mit 49,75 % der Stimmen gewählt.
Fontana zog 2018 den Vorwurf des Rassismus auf sich, als er im Zusammenhang mit Flucht- und Migrationsbewegungen nach Europa erklärte: „Wir müssen entscheiden, ob unsere Ethnie, ob unsere weiße Rasse, ob unsere Gesellschaft fortbestehen oder ob sie ausgelöscht werden sollen.“
Fontana wird eine Mitschuld an der Schwere des COVID-19-Ausbruchs in der Lombardei gegeben, da er sich Anfang März 2020 weigerte, eine Abriegelung der schwer betroffenen lombardischen Städte zu veranlassen. Während gegen seine Regionalregierung im Zusammenhang mit dem Pandemieverlauf ermittelt wird, gab Fontana stattdessen der nationalen Regierung die Schuld.